# Bezirk Borszczów
Bezirk Borszczów – dawny powiat (Bezirk) kraju koronnego Królestwo Galicji i Lodomerii, funkcjonujący w latach 1854–1867. Siedzibą starostwa było miasteczko Borszczów.

## Historia
Bezirk Borszczów utworzono w ramach reformy uwłaszczeniowej z okresu Wiosny Ludów (1848–1849), która likwidowała jurysdykcję właściciela ziemskiego nad poddanymi. W Galicji, dominium – jako podstawowa jednostka administracyjna i filar systemu feudalnego straciło rację bytu. Konieczne stało się zatem wprowadzenie nowego systemu administracyjnego, którego zręby powstały w latach 1851–1855. Nowy trójstopniowy podział administracyjny objął 21 cyrkułów (niem. Kreise), 179 małych powiatów (niem. Bezirke) i ponad 6000 gmin (niem. Gemeinde).
Bezirk Borszczów objął obszar o wielkości 7,1 mil², zamieszkany przez 26.914 ludzi i podzielony na 35 gmin katastralnych, w tym trzy miasteczka (Borszczów, Jezierzany i Skała). Wszedł w skład cyrkułu czortkowskiego, jako jeden z jego dziewięciu powiatów. Od wschodu, poprzez Zbrucz, graniczył z Imperium Rosyjskim.
Po nadaniu Galicji autonomii oraz powołaniu samorządu gminnego i powiatowego w 1865 zlikwidowano cyrkuły (Kreise). Dotychczasowe małe powiaty (Bezirke) w liczbie 179, utrzymały się do 1867 roku, kiedy to w następstwie kolejnej reformy administracyjnej (23 stycznia 1867) zostały zastąpione przez 74 większe powiaty. Obszar zniesionego Bezirk Borszczów wszedł wtedy w całości w skład nowego powiatu borszczowskiego.

## Podział administracyjny (1854)
| Lp. | Gmina jednostkowa  | Powierzchnia | Ludność | Powiat w 1867 po zniesieniu |
| --- | ------------------ | ------------ | ------- | --------------------------- |
| 1   | Borszczów (m)      | 4157         | 2481    | borszczowski                |
| 2   | Muszkatowce        | 2580         | 784     | borszczowski                |
| 3   | Słobódka           | 1362         | 628     | borszczowski                |
| 4   | Jezierzany (m)     | 21           | 1582    | borszczowski                |
| 5   | Cygany             | 3392         | 1135    | borszczowski                |
| 6   | Głęboczek          | 5290         | 1721    | borszczowski                |
| 7   | Jezierzanka        | 3753         | 776     | borszczowski                |
| 8   | Kozaczyzna         | 2216         | 534     | borszczowski                |
| 9   | Łanowce            | 4313         | 1403    | borszczowski                |
| 10  | Zielińce           | 2071         | 617     | borszczowski                |
| 11  | Tarnawka           | 1220         | 440     | borszczowski                |
| 12  | Zwiahel            | 1220         | 247     | borszczowski                |
| 13  | Piłatkowce         | 2954         | 891     | borszczowski                |
| 14  | Burdiakowce        | 2761         | 1174    | borszczowski                |
| 15  | Zbrzyź             | 2761         | 98      | borszczowski                |
| 16  | Skała (m)          | 1894         | 2029    | borszczowski                |
| 17  | Skała Stara        | 2806         | 666     | borszczowski                |
| 18  | Bereżanka          | 802          | 392     | borszczowski                |
| 19  | Gusztynek          | 1083         | 482     | borszczowski                |
| 20  | Iwanków            | 4948         | 809     | borszczowski                |
| 21  | Łosiacz            | 4265         | 1311    | borszczowski                |
| 22  | Gusztyn            | 1613         | 425     | borszczowski                |
| 23  | Dębówka            | 1613         | 141     | borszczowski                |
| 24  | Turylcze           | 2685         | 821     | borszczowski                |
| 25  | Podfilipie         | 1277         | 289     | borszczowski                |
| 26  | Puklaki            | 1277         | 101     | borszczowski                |
| 27  | Słobódka Turylecka | 1277         | 173     | borszczowski                |
| 28  | Trójca             | 1277         | 197     | borszczowski                |
| 29  | Załucze            | 2259         | 435     | borszczowski                |
| 30  | Wierzbówka         | 2259         | 485     | borszczowski                |
| 31  | Wysuczka           | 742          | 465     | borszczowski                |
| 32  | Piszczatyńce       | 2410         | 783     | borszczowski                |
| 33  | Strzałkowce        | 2262         | 819     | borszczowski                |
| 34  | Wierzchniakowce    | 1725         | 864     | borszczowski                |
| 35  | Wołkowce           | 4443         | 716     | borszczowski                |

Objaśnienie:
(M) = miasto; (m) = miasteczko